# Penicillium lineatum
Penicillium lineatum är en svampart som beskrevs av Pitt 1980. Penicillium lineatum ingår i släktet Penicillium och familjen Trichocomaceae.   Inga underarter finns listade i Catalogue of Life.